# Robert Huth
Robert Huth (* 18. August 1984 in Ost-Berlin) ist ein ehemaliger deutscher Fußballspieler und Schauspieler. Er verbrachte seine gesamte Profikarriere bei englischen Clubs und bestritt 19 Länderspiele für die deutsche Nationalmannschaft.

## Vereinskarriere

### Jugend und England-Wechsel
Robert Huth wurde 1984 im Ortsteil Biesdorf in Ost-Berlin in der DDR geboren. Er begann das Fußballspielen beim örtlichen Verein VfB Fortuna Biesdorf. Im Jahr 1998 schloss er sich dem 1. FC Union Berlin an und wechselte nach zwei Jahren noch als Jugendspieler zum englischen Erstligaklub FC Chelsea. Sein Debüt in der Premier League bestritt Huth am letzten Spieltag der Saison 2001/02 im Spiel gegen Aston Villa. 2005 und 2006 wurde er mit Chelsea englischer Meister. Ein Wechsel zum FC Middlesbrough zur Saison 2006/07 scheiterte zunächst am Gesundheitscheck. Am 30. August 2006 kam der Transfer dann kurz vor Transferschluss doch noch zustande. Am 5. Dezember 2006 erzielte er sein erstes Tor für den FC Middlesbrough und damit sein erstes Tor in der englischen Premier League. Trotz des Treffers wurde das Spiel gegen Tottenham Hotspur mit 1:2 verloren.

### Stoke City
Im Sommer 2009 wechselte Huth zu Stoke City. Die Ablösesumme betrug fünf Millionen Pfund. Huth war damit nach Dave Kitson und zusammen mit Tuncay Şanlı eine der bis dahin teuersten Verpflichtungen der Vereinsgeschichte. Zum Jahreswechsel 2010/11 gab der FC Liverpool ein Angebot in Höhe von sechs Millionen Euro für Huth ab, da sie ihn als Ersatz für den verletzten Jamie Carragher verpflichten wollten. Jedoch hatte Stoke City nicht die Absicht, Huth zu verkaufen und lehnte das Angebot ab. Mit Stoke City zog Huth 2011 in das FA Cup Finale ein, in dem man aber mit 0:1 gegen Manchester City unterlag. Außerdem wurde er nach dieser erfolgreichen Saison als Stoke Citys Spieler des Jahres ausgezeichnet. Vor allem seine Torgefährlichkeit als Abwehrspieler (neun Tore in 44 Pflichtspielen) machten ihn für das Team unverzichtbar. Im Juni 2012 verlängerte Huth bei Stoke City um drei weitere Jahre bis 2016.
Am 24. November 2013 verletzte sich Huth am Knie und fiel daraufhin für den Rest der Saison aus. Infolge dieser Verletzung verlor er seinen Stammplatz bei Stoke City. Ende Oktober 2014 zog sich der Verteidiger einen Meniskusriss zu und fiel eineinhalb Monate aus. Am 6. Dezember 2014 gab er sein Comeback in der Premier League.

### Leicester City
Damit Huth mehr Spielpraxis erhielt, wurde er am 2. Februar 2015 über ein Leihgeschäft bis zum Saisonende an den Ligakonkurrenten Leicester City abgegeben; der Club band ihn im Juni 2015 dauerhaft an sich. Im Mai 2016 gewann er mit dem Team völlig überraschend die englische Meisterschaft. In der Meistersaison stand er 35-mal in der Startelf und schoss 3 Tore. Sein Vertrag lief bis Sommer 2018. Im Januar 2019 beendete er seine Fußball-Karriere. Insgesamt bestritt er in der Premier League 322 Partien.

## Nationalmannschaft

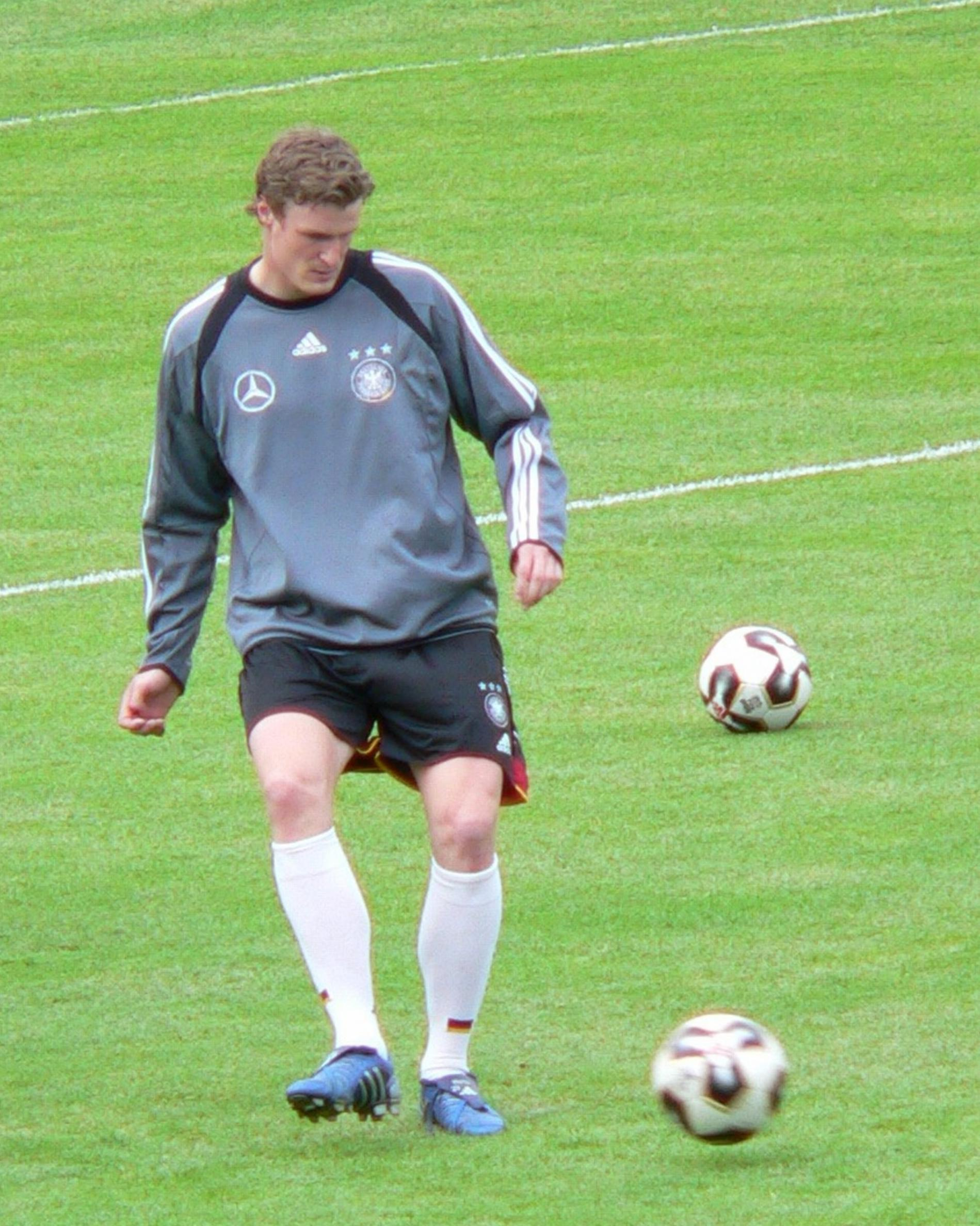
Robert Huth im Nationaldress

Huth wurde 2004 erstmals für die U-21 Deutschlands nominiert, in der er bis September 2005 eingesetzt wurde. Seine ersten beiden Partien für die U-21 waren Gruppenspiele der EM in Deutschland, in der die DFB-Elf bereits in der Vorrunde ausschied.
Am 16. August 2004 wurde er mit einer Nachnominierung vom damaligen Bundestrainer Jürgen Klinsmann erstmals in die A-Nationalmannschaft Deutschlands eingeladen. Sein erstes Länderspiel absolvierte er am 18. August 2004, seinem 20. Geburtstag, im Ernst-Happel-Stadion in Wien gegen Österreich; er wurde in der 86. Minute für Andreas Hinkel eingewechselt. Sein erstes größeres Turnier war der FIFA-Konföderationen-Pokal 2005 in Deutschland, bei dem er als Stammspieler auf seiner Position als Innenverteidiger eingesetzt wurde. Nach Kritik an seiner Leistung im Eröffnungsspiel steigerte sich der damals 20-jährige Huth und schoss am 29. Juni 2005 im elften Länderspiel sein erstes Länderspieltor im Spiel um den dritten Platz gegen Mexiko im Leipziger Zentralstadion. Bei der Fußball-Weltmeisterschaft 2006 kam er im Vorrundenspiel gegen Ecuador zu einem Einsatz. Am 20. März 2008 wurde er erstmals nach der WM wieder von Joachim Löw für die Nationalmannschaft nominiert, musste allerdings wegen einer Verletzung absagen. Wiederum ein Jahr später, am 19. Mai 2009, wurde Huth für die Asien-Reise des DFB Ende Mai bis Anfang Juni einberufen. Grund dafür waren allerdings auch Ausfälle der etatmäßigen Innenverteidiger.
Trotz starker Leistungen in der Saison 2010/11 und viel Anerkennung in England wurde Huth danach nicht mehr für die Nationalmannschaft nominiert. Es wurde zwar noch über eine mögliche Rückkehr in die Nationalmannschaft zur Europameisterschaft 2016 spekuliert, die Nominierung durch Bundestrainer Joachim Löw blieb allerdings aus.
Robert Huth ist seit Gründung der Fußball-Bundesliga der einzige deutsche Fußballnationalspieler, der niemals ein Bundesligaspiel bestritten hat.

## Sonstiges
Robert Huth ist Sohn eines Kraftfahrers und einer Erzieherin. Er besuchte bis zu seinem 16. Lebensjahr die Flatow-Oberschule im Berliner Stadtteil Köpenick.
Als Kind spielte er in den DDR-Fernsehserien Barfuß ins Bett und Aerolina mit.
Von den englischen Fans wurde er The Berlin Wall genannt.

## Erfolge

### Vereine
- Englischer Meister: 2004/05, 2005/06 (mit dem FC Chelsea), 2015/16 (mit Leicester City)
- FA-Cup-Finalist: 2011 (mit Stoke City)
- Community Shield-Sieger: 2005 (mit dem FC Chelsea)
- Englischer Ligapokal-Sieger: 2005 (mit dem FC Chelsea)

### Nationalmannschaft
- Confed-Cup-Dritter: 2005
- Weltmeisterschafts-Dritter: 2006